# Tractat lituanosoviètic d'Assistència Mútua

Prop d'una cinquena part de la regió de Vílnius (taronja fosc) va ser cedida a Lituània en canvi de quatre bases militars soviètiques (marcades amb estrelles), d'acord amb el Tractat d'Assistència Mútua.

El Tractat lituanosoviètic d'Assistència Mútua (en lituà: Lietuvos-Sovietų Sąjungos savitarpio pagalbos sutartis) va ser un tractat bilateral signat entre la Unió Soviètica i Lituània a l'octubre de 1939. D'acord amb el previst al tractat, Lituània adquiriria una cinquena part de la regió de Vílnius, incloent la capital històrica lituana, Vílnius, i a canvi permetria que quatre bases militars soviètiques amb 20.000 soldats que se establissin a Lituània. A la seva essència, el tractat amb Lituània era molt similar als que ja havia signat amb Estònia, el 28 de setembre, i amb Letònia, el 5 d'octubre.
Segons les fonts oficials soviètiques, l'exèrcit soviètic estava reforçant les defenses d'una feble nació enfront de possibles atacs de l'Alemanya nazi. El tractat disposava que la sobirania de Lituània no es veuria afectada.Tanmateix, de fet el tractat va obrir la porta a la primera ocupació soviètica de Lituània i va ser descrita pel New York Times comun «sacrifici virtual d'independència».